# Міннібаєв Гумер Хазінурович
Гумер Хазінурович Міннібаєв (башк. Ғүмәр Хажинур улы Миңлебаев; 1923—1999) — заступник командира ескадрильї 947-го Севастопольського штурмового авіаційного полку 289-ї штурмової авіаційної дивізії 7-го штурмового авіаційного корпусу 14-ї повітряної армії 3-го Прибалтійського фронту, старший лейтенант. Герой Радянського Союзу.
Член ВКП(б)/КПРС з 1943 року.

## Біографія
Народився 22 жовтня 1923 року в селі Урзайбаш сучасного Буздяцького району Башкортостану, в сім'ї селянина. Башкир.
Закінчив Молотовську військову школу пілотів (м. Перм, 1942), Уфимську вищу партійну школу (1959) і алматинський інститут народного господарства (1965).
У Червоній армії з 1941 року. Закінчив Пермську льотну школу, на фронті з квітня 1943. Льотчик-штурмовик, заступник командира ескадрильї. Останнє звання — капітан.
З 1946 року капітан Міннібаєв Г. X. — в запасі. Працював у партійних організаціях Казахської РСР, з 1959 — в НГВУ «Туймазанефть» (м. Октябрський).
Закінчив Уфимську ВПШ та інститут народного господарства в місті Алма-Аті (Казахстан). Потім жив у місті Геленджик Краснодарського краю, де помер 19 листопада 1999 року.

## Нагороди
- Указом Президії Верховної Ради СРСР від 23 лютого 1945 року за зразкове виконання бойових завдань командування і проявлені при цьому геройство і мужність старшому лейтенанту Міннібаєву Гумеру Хазінуровичу присвоєно звання Героя Радянського Союзу з врученням ордена Леніна і медалі «Золота Зірка» (№ 7740)[1].
- Орден Леніна (1945).
- Орден Червоного Прапора (06.11.1943).
- Орден Червоного Прапора (14.01.1944).
- Орден Вітчизняної війни 1-го ступеня (18.05.1944).
- Орден Вітчизняної війни 1-го ступеня (06.04.1985).
- Медалі.

## Пам'ять
- Ім'я Г. Х. Міннібаєва присвоєно муніципальній бюджетній загальноосвітній установі основній загальноосвітній школі № 9 муніципального утворення місто-курорт Геленджик.
- Ім'я Г. X. Міннібаєва занесено на меморіальну дошку Героїв Радянського Союзу — випускників Уфимського аероклубу.
- Ім'я Героя присвоєно піонерській дружині середньої школи села Урзайбаш Буздяцького району Башкортостану.